# Balanus calidus
Balanus calidus är en kräftdjursart som beskrevs av Henry Augustus Pilsbry 1916. Balanus calidus ingår i släktet Balanus och familjen havstulpaner. Inga underarter finns listade i Catalogue of Life.